# Cynorkis brevicornu
Cynorkis brevicornu är en orkidéart som beskrevs av Henry Nicholas Ridley. Cynorkis brevicornu ingår i släktet Cynorkis, och familjen orkidéer. Inga underarter finns listade i Catalogue of Life.